# Eparmene pulchella
Eparmene pulchella är en insektsart som beskrevs av Fowler 1904. Eparmene pulchella ingår i släktet Eparmene och familjen Kinnaridae. Inga underarter finns listade i Catalogue of Life.